# Сюс, Густав
Густав Сюс (1823—1881) — немецкий художник, иллюстратор и автор книг для детей.

## Биография
Учился в гимназии, а затем в Кассельской академии искусств, позже в Штедельшуле. Чтобы обеспечить свое существование, он писал детские сказки, которые сам же и иллюстрировал. Они встретили бурные аплодисменты, и некоторые из них были переведены на английский и французский языки. Он также был известен своими иллюстрациями к сказке про кролика-ежа.
С 1848 по 1850 год Сюс писал этюды и портреты дома. С 1850 года он жил в Дюссельдорфе, где до 1851 года посещал художественную академию под руководством Карла Фердинанда Сона, а в 1854 году открыл свою собственную студию на Ягерхофштрассе 13. В 1861 году в Дюссельдорфе родился его сын Вильгельм, который тоже стал художником. В 1870-х годах Сюс жил в доме фабриканта Мюллера по адресу Шадовштрассе, 34 на углу Викториастрассе и затем переехал в дом на Розенштрассе 28 около 1875 года, где и прожил до конца своей жизни. .

## Картины

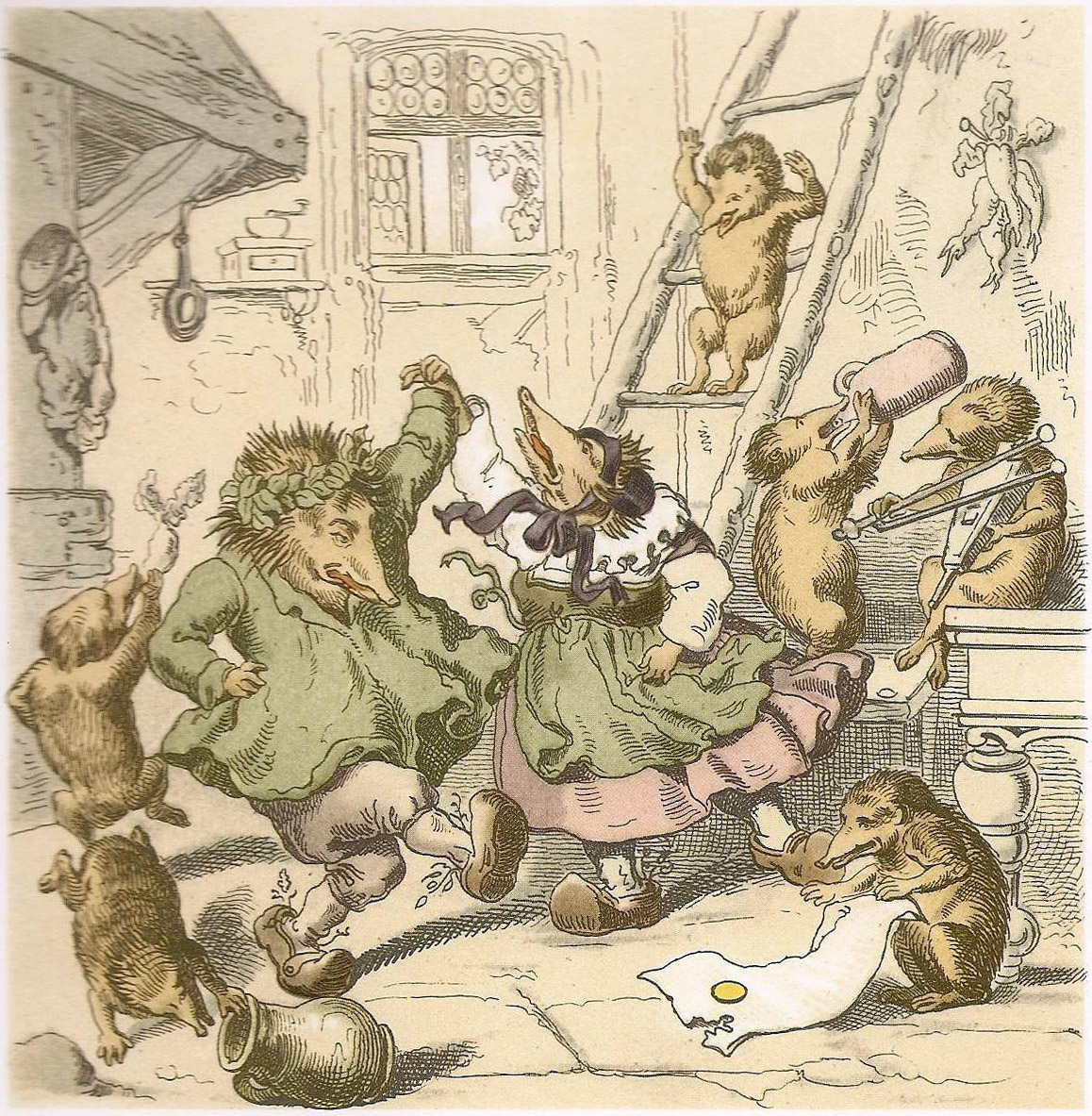
Ёж празднует победу над зайцем, иллюстрация Густава Сюса

На своих картинах Сюс в основном изображал животных, чаще домашнюю птицу. Некоторые из его полотен, в основе которых лежит юмористическая идея, получили широкое распространение благодаря цветной печати и фотографии, например, мотивы «Первая мысль» и «Проповедь цыплят».

## Ученики
Среди частных учеников Зюса были немецкая художница-портретистка Хедвига Греве, художница Мария Сюс (вероятно, его дочь), вышедшая замуж за пенсионера Эдуарда Мюллера († до 1892 г.) в 1881 году, и люксембургский портретист Тереза Глезенер-Хартманн.